# Lijst van personen overleden in december 2013
Dit is een lijst van bekende personen die overleden zijn in december 2013.

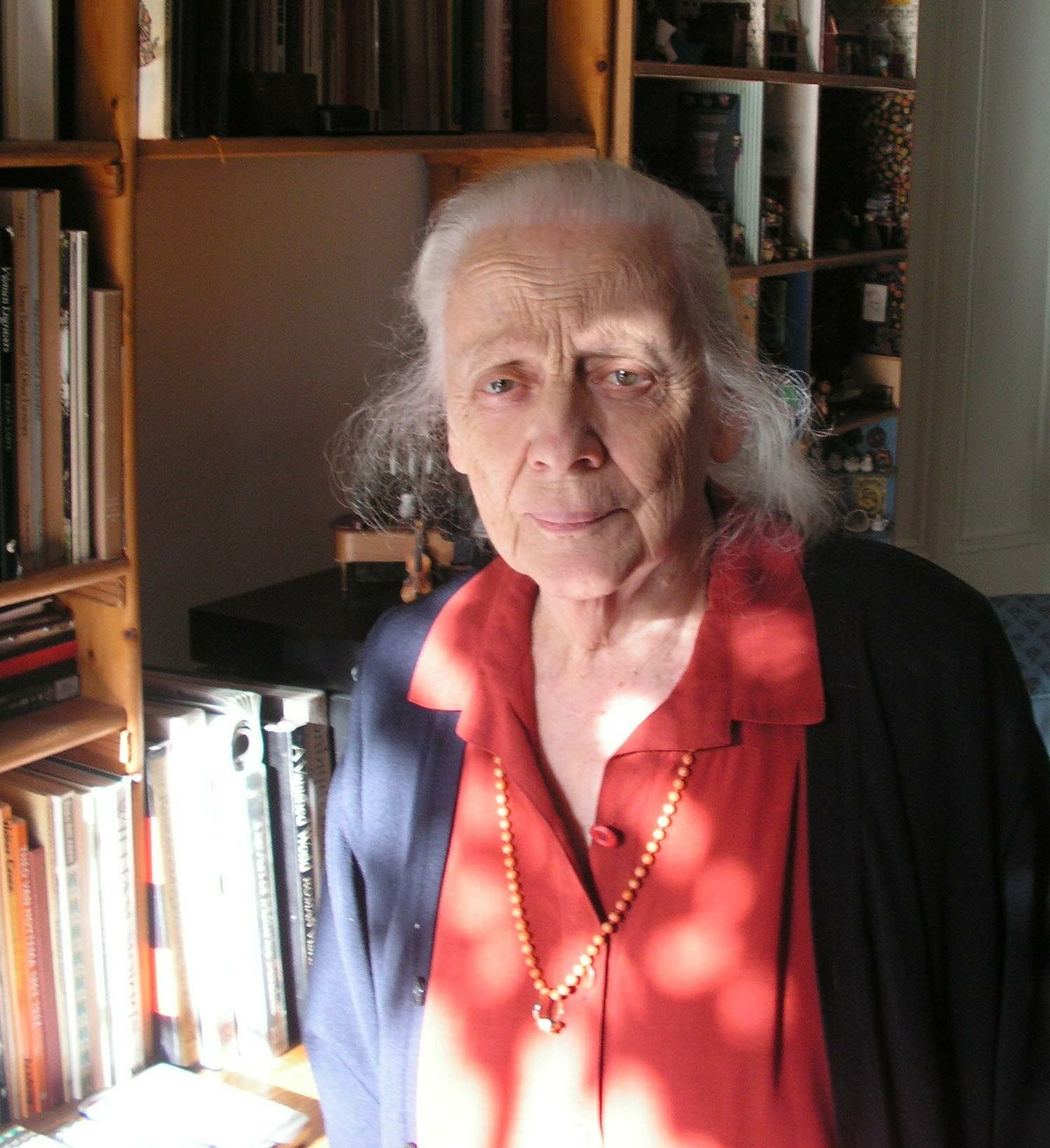
Mance Post
2 december

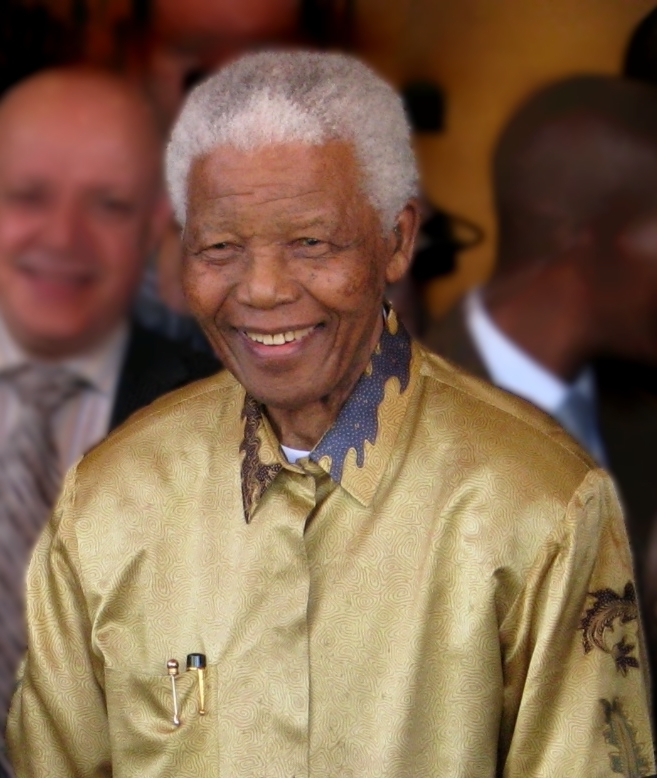
Nelson Mandela
5 december

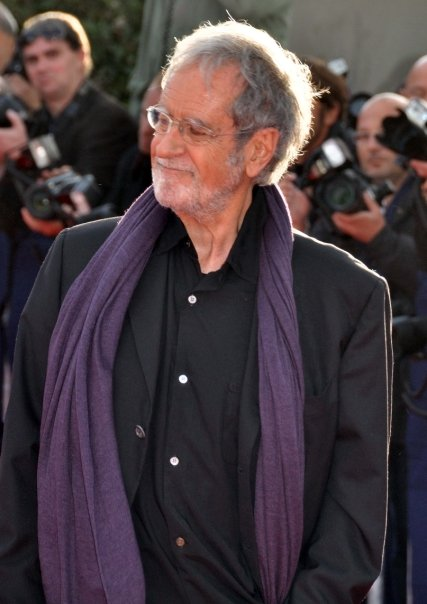
Edouard Molinaro
7 december

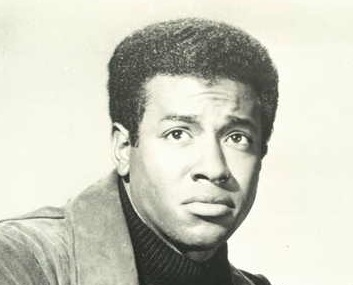
Don Mitchell
8 december

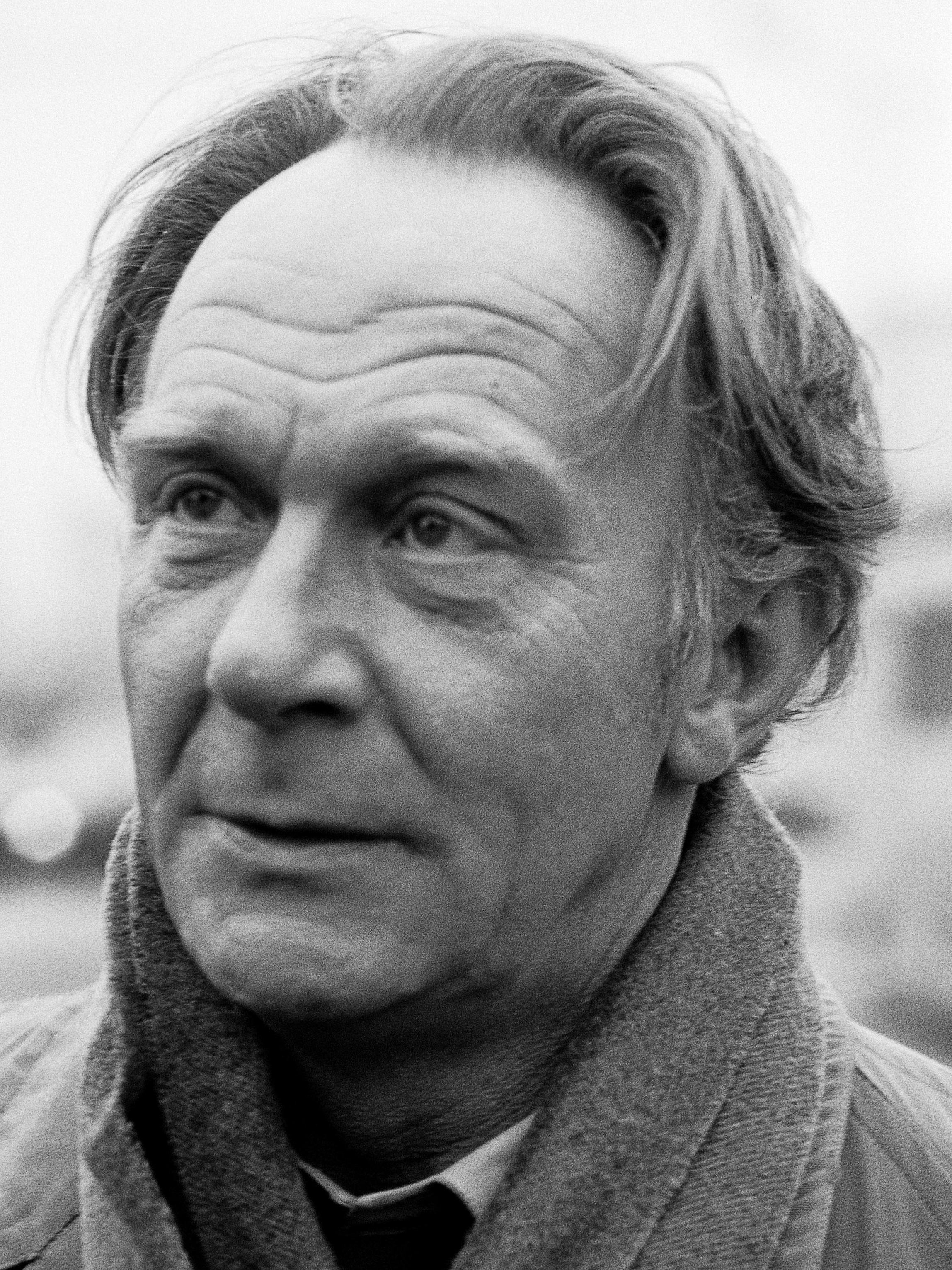
Kees Brusse
9 december

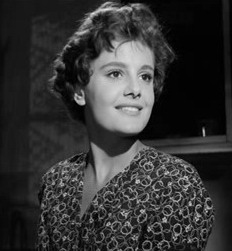
Rossana Podestà
10 december

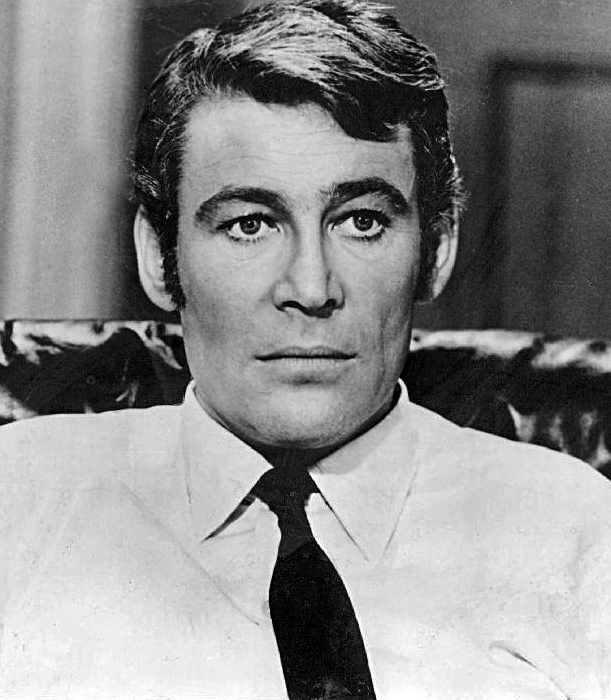
Peter O'Toole
14 december

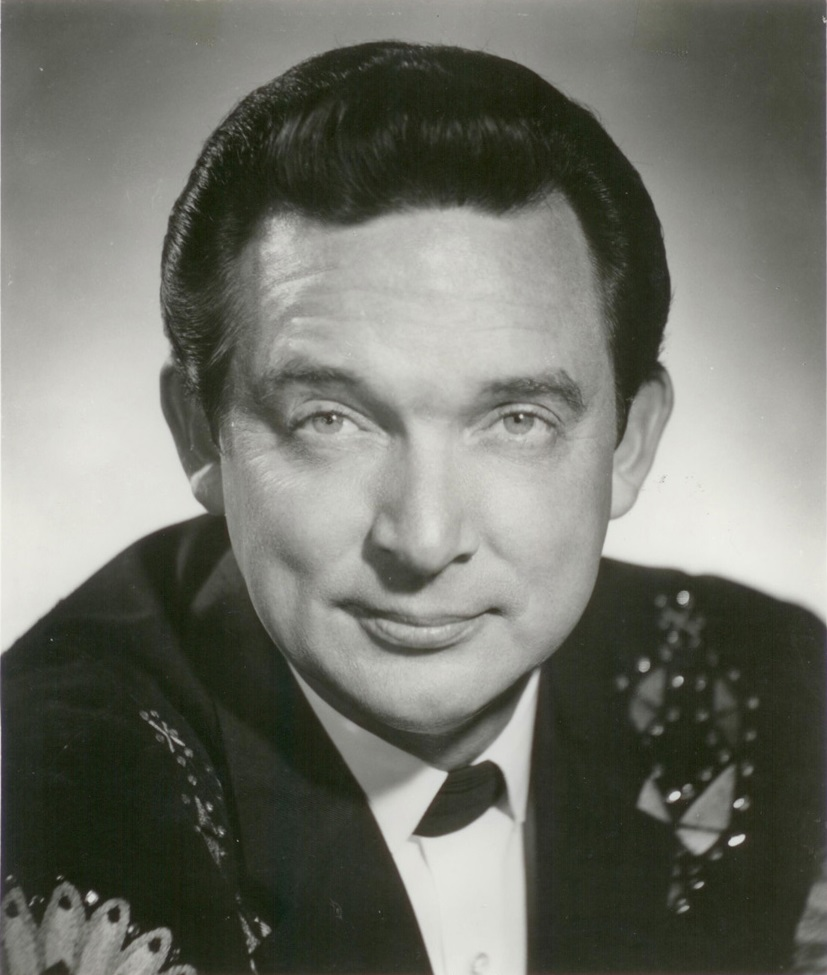
Ray Price
16 december

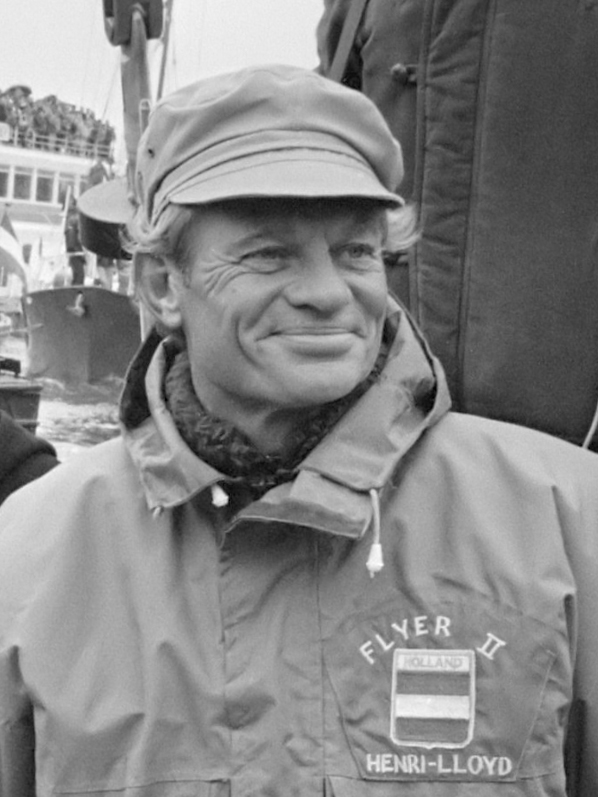
Conny van Rietschoten
17 december

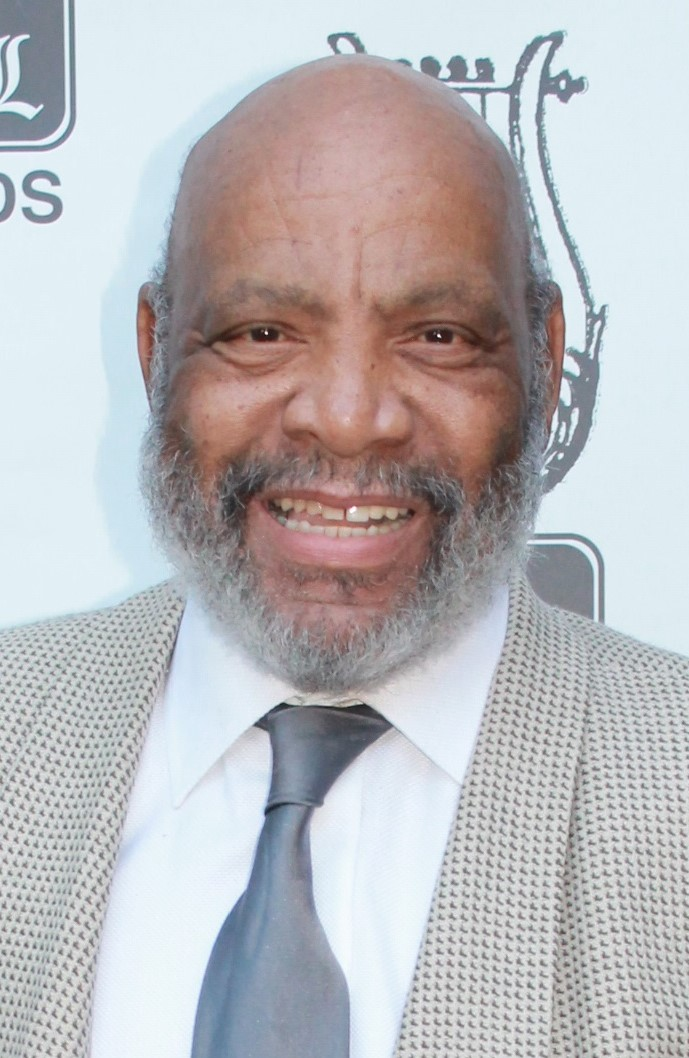
James Avery
31 december

| 1 | 2 | 3 | 4 | 5 | 6 | 7 | 8 | 9 | 10 | 11 | 12 | 13 | 14 | 15 | 16 | 17 | 18 | 19 | 20 | 21 | 22 | 23 | 24 | 25 | 26 | 27 | 28 | 29 | 30 | 31 |
| - | - | - | - | - | - | - | - | - | -- | -- | -- | -- | -- | -- | -- | -- | -- | -- | -- | -- | -- | -- | -- | -- | -- | -- | -- | -- | -- | -- |

### 1 december
- Heinrich Boere (92), Nederlands oorlogsmisdadiger[1]
- Jan Caubergh (79), Belgisch crimineel[2]
- Edward Heffron (90), Amerikaans Tweede Wereldoorlogveteraan[3]
- Martin Sharp (71), Australisch popartkunstenaar[4]
- Dany Vandenbossche (57), Belgisch politicus[5]

### 2 december
- Jean-Claude Beton (88), Frans ondernemer[6]
- Junior Murvin (67), Jamaicaans reggaezanger[7]
- Mance Post (88), Nederlands illustratrice[8]
- Pedro Rocha (70), Uruguayaans voetballer[9]
- Rolf Szymanski (85), Duits beeldhouwer en hoogleraar[10]

### 3 december
- Lex Jongsma (75), Nederlands schaker en journalist[11]
- Ahmed Fouad Negm (84), Egyptisch dichter[12]
- Mario Uva (71), Italiaans-Nederlands chef-kok[13]

### 4 december
- Pedro Subido (83), Filipijns atleet en bondscoach[14]
- Kees Vellekoop (61), Nederlands activist[15]

### 5 december
- Günther Förg (61), Duits schilder, beeldhouwer en fotograaf[16]
- Barry Jackson (75), Brits acteur[17]
- Nelson Mandela (95), Zuid-Afrikaans anti-apartheidsstrijder en president[18]
- Colin Wilson (82), Brits schrijver[19]

### 6 december
- Tom Krause (79), Fins operazanger[20]

### 7 december
- Nadezjda Iljina (64), Russisch atlete[21]
- Józef Kowalski (113), Pools oorlogsveteraan[22]
- Edouard Molinaro (85), Frans cineast[23]

### 8 december
- Jaap van der Lee (95), Nederlands burgemeester[24]
- Mado Maurin (98), Frans actrice en comédienne[25]
- Don Mitchell (70), Amerikaans acteur[26]

### 9 december
- Kees Brusse (88), Nederlands acteur, regisseur en scenarioschrijver[27]
- Eleanor Parker (91), Amerikaans actrice[28]
- Jacq Vogelaar (69), Nederlands schrijver, essayist en criticus[29]

### 10 december
- Jim Hall (83), Amerikaans jazzgitarist, componist en arrangeur[30]
- André Loor (82), Surinaams historicus[31]
- Rossana Podestà (79), Italiaans actrice[32]
- Martijn Teerlinck (26), Belgisch-Nederlands dichter en muzikant[33]

### 12 december
- Tom Laughlin (82), Amerikaans acteur, regisseur en scenarioschrijver[34]
- Jang Song-thaek (67), Noord-Koreaans politicus[35]
- Audrey Totter (95), Amerikaans actrice[36]

### 14 december
- John Cornforth (96), Australisch chemicus en Nobelprijswinnaar[37]
- Peter O'Toole (81), Iers-Brits acteur[38]
- Willy Van den Bussche (71), Belgisch museumdirecteur

### 15 december
- Sandeep Acharya (29), Indiaas zanger[39]
- Harold Camping (92), Amerikaans radio-omroeper en onheilsprofeet[40]
- Joan Fontaine (96), Brits-Amerikaans actrice[41]

### 16 december
- Ray Price (87), Amerikaans countryzanger[42]
- Arie Vermeer (91), Nederlands voetballer[43]

### 17 december
- Paul Bäumer (37), Nederlands dj[44]
- Ricardo María Carles Gordó (87), Spaans kardinaal[45]
- Conny van Rietschoten (87), Nederlands zeezeiler[46]

### 18 december
- Ronnie Biggs (84), Brits crimineel[47]
- Martin Koeman (75), Nederlands voetballer, voetbaltrainer en -bestuurder[48]
- Brian Pollard (83), Brits-Nederlands fagottist[49]

### 19 december
- Herb Geller (85), Amerikaans jazzsaxofonist, componist en arrangeur[50]

### 20 december
- Pjotr Bolotnikov (83), Sovjet-Russisch atleet[51]

### 21 december
- John Eisenhower (91), Amerikaans diplomaat[52]

### 22 december
- Trigger Alpert (97), Amerikaans jazzcontrabassist[53]

### 23 december
- Michail Kalasjnikov (94), Russisch militair en wapenontwerper[54]
- Yusef Lateef (93), Amerikaans jazzsaxofonist en componist[55]
- Ted Richmond (103), Amerikaans filmproducent[56]

### 24 december
- Jean Rustin (85), Frans schilder[57]

### 25 december
- Mel Mathay (81), Filipijns politicus[58]

### 26 december
- Marta Eggerth (101), Hongaars-Amerikaans actrice en operettezangeres[59]
- Theo Lalleman (67), Nederlands schrijver, publicist, videokunstenaar en cultureel ondernemer[60]

### 28 december
- Halton Arp (86), Amerikaans astronoom[61]
- Joop Hekman (92), Nederlands beeldhouwer[62]
- Joseph Ruskin (89), Amerikaans acteur[63]
- Ilya Tsymbalar (44), Oekraïens-Russisch voetballer[64]

### 29 december
- Sjoerd Huisman (27), Nederlands inline-skater en marathonschaatser[65]
- Wojciech Kilar (81), Pools (film)componist[66]

### 30 december
- Akeem Adams (22), Trinidiaans voetballer[67]
- José María Maguregui (79), Spaans voetballer en voetbalcoach[68]

### 31 december
- James Avery (68), Amerikaans acteur[69]

1900 ·
1901 ·
1902 ·
1903 ·
1904 ·
1905 ·
1906 ·
1907 ·
1908 ·
1909 ·
1910 ·
1911 ·
1912 ·
1913 ·
1914 ·
1915 ·
1916 ·
1917 ·
1918 ·
1919 ·
1920 ·
1921 ·
1922 ·
1923 ·
1924 ·
1925 ·
1926 ·
1927 ·
1928 ·
1929 ·
1930 ·
1931 ·
1932 ·
1933 ·
1934 ·
1935 ·
1936 ·
1937 ·
1938 ·
1939 ·
1940 ·
1941 ·
1942 ·
1943 ·
1944 ·
1945 ·
1946 ·
1947 ·
1948 ·
1949 ·
1950 ·
1951 ·
1952 ·
1953 ·
1954 ·
1955 ·
1956 ·
1957 ·
1958 ·
1959 ·
1960 ·
1961 ·
1962 ·
1963 ·
1964 ·
1965 ·
1966 ·
1967 ·
1968 ·
1969 ·
1970 ·
1971 ·
1972 ·
1973 ·
1974 ·
1975 ·
1976 ·
1977 ·
1978 ·
1979 ·
1980 ·
1981 ·
1982 ·
1983 ·
1984 ·
1985 ·
1986 ·
1987 ·
1988 ·
1989 ·
1990 ·
1991 ·
1992 ·
1993 ·
1994 ·
1995 ·
1996 ·
1997 ·
1998 ·
1999 ·
2000 ·
2001 ·
2002 ·
2003 ·
2004 ·
2005 ·
2006 ·
2007 ·
2008 ·
2009 ·
2010 ·
2011 ·
2012 ·
2013 ·
2014 ·
2015 ·
2016 ·
2017 ·
2018 ·
2019 ·
2020 ·
2021 ·
2022 ·
2023 ·
2024 ·
2025